# Ephedra fragilis
Ephedra fragilis Desf. es una especie  perteneciente a la familia de las efedráceas. Es el hábitat del coleóptero Theodorinus (Atlantonyx) lopezcoloni, donde vive en exclusividad.

## Distribución y hábitat
Esta planta se desarrolla en la región mediterránea occidental en cordones litorales y en general en zonas costeras hecho del cual deriva su nombre del griego Ephedra que significaría "sobre" y "agua".
Se encuentra, sobre todo, en el Norte de África (Argelia, Marruecos, Túnez y Libia) y en el suroeste de Europa (Italia, Portugal y España). 
Vive en la tierra baja, poco lluviosa y árida (terrenos calcáreos, yesosos o arenas salinas) sobre todo de clima marítimo (aparece en maquias y matorrales). Las estructuras reproductivas aparecen entre abril y mayo. 

Efedrina.

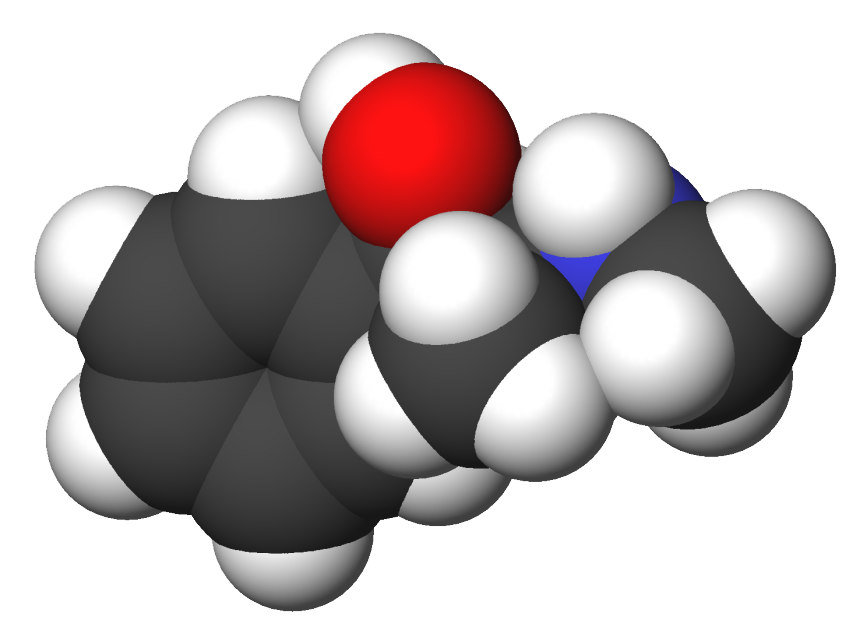
Efedrina.

## Descripción
Es un pequeño arbusto dioico que puede llegar a alcanzar hasta dos metros de altura y se encuentra en extremo ramificado en las zonas finales de sus ramas. Tiene tallos fotosintéticos erectos y hojas escamosas verticiladas alrededor de los nudos de apenas 2 mm. La inflorescencia masculina que tiene forma globosa y rígidas brácteas se encuentra aislada mientras que la femenina puede agruparse en pares; ambas flores de color amarillo. El pseudofruto mide unos 8x3 mm, es de forma elipsoidal alargada y en él las semillas aparecen cubiertas completamente por brácteas rojas o amarillas.

## Variedades
Las dos subespecies identificadas para Ephedra fragilis poseen diferente distribución, de este modo E. fragilis subsp. fragilis se encuentra en regiones más occidentales del mediterráneo mientras que E. fragilis subsp. campylopoda lo hace en la península balcánica.

## Toxicidad
Las partes aéreas de Ephedra fragilis contienen alcaloides, tales como la efedrina y la pseudoefedrina, cuya ingestión puede suponer un riesgo para la salud.
El consumo de efedra puede provocar convulsiones, accidente cerebrovascular, ataque al corazón y la muerte. Los riesgos de efectos adversos aumentan con la dosis, si se utiliza coincidiendo con actividades físicas intensas o en combinación con otros estimulantes, incluida la cafeína. Puede causar interacciones con otros fármacos. Está contraindicada en menores de 18 años, mujeres embarazadas y durante la lactancia.
Las evidencias de los riesgos potenciales del consumo de efedra han ido en aumento durante años. Un caso famoso, que sensibilizó a la opinión pública, fue el del jugador profesional de béisbol Steve Bechler, de 23 años, que en 2003 falleció durante un entrenamiento, horas después de haber ingerido un suplemento que contenía altas dosis de efedra. El informe toxicológico concluyó que la efedra "jugó un papel significativo" en su muerte.
En 2004, la Agencia de Drogas y Alimentos de Estados Unidos (FDA o USFDA, por sus siglas en inglés), prohibió la venta de suplementos dietéticos que contengan alcaloides de la efedra. Otros países se han sumado a esta prohibición, tales como los Países Bajos y Argentina.

## Usos
El extracto de efedra se utiliza en la medicina alternativa para tratar el asma y otras enfermedades respiratorias. En los Estados Unidos se vendió como adelgazante y para mejorar el rendimiento deportivo. Datos estadísticos de 1999 señalaban que la efedra era usada por unos 12 millones de personas.
Un reciente metaanálisis de ensayos controlados concluyó que los efectos sobre la pérdida de peso a corto plazo son modestos, y desconocidos a largo plazo. Por otro lado, no se pudo precisar la influencia sobre el rendimiento atlético, debido a la insuficiencia de evidencias.
Debido a sus efectos adversos, no es aconsejable utilizar la planta de efedra de forma casera.

## Taxonomía
Ephedra fragilis fue descrita por  René Louiche Desfontaines y publicado en Flora Atlantica 2: 372–373. 1799.
Sinónimos
- Ephedra arborea  Lag. ex Bertol.
- Ephedra fragilis var. gibraltarica (Boiss.) Trab. ex Maire
- Ephedra gibraltarica Boiss., Fl. Orient. 5: 714 (1884)
- Ephedra altissima  sensu Willk. in Willk. & Lange[7]

## Nombres comunes
- Castellano: agraz marino, belcho, cañadillo, ceñudo, efedra, granos de helecho, piorno, trompera, uva de mar, uva marina, uvas de mar, yerba de las coyunturas.[8]